# Tiny Mulder
Trijntje „Tiny“ Mulder (* 2. April 1921 in Beetsterzwaag; † 4. November 2010 in Jellum, Provinz Friesland) war eine Widerstandskämpferin im Zweiten Weltkrieg, Journalistin, Schriftstellerin, Dichterin und Übersetzerin.

## Kindheit und Ausbildung
Tiny Mulder war die Tochter von Jan Mulder (1894–1967) und Akke Salverda (1895–1963). Ihre Mutter arbeitete als Haushälterin und in einer Bäckerei, ihr Vater war gelernter Schmied und führte einen Zigarrenladen. Sie wuchs mit ihrem jüngeren Bruder Alle (1926–1996) auf und betrachtete später das jüdische Mädchen Evelijn Roos, das sich während des Zweiten Weltkriegs mit ihren Eltern versteckt hielt, als ihre Schwester. In ihrer Kindheit zog die Familie Mulder mehrfach um, zuerst von Beetsterzwaag in der Provinz Friesland nach Deventer, dann nach Doetinchem, gefolgt von Gorinchem, anschließend nach Assen, wo Tiny Mulder den größten Teil ihrer Grundschulzeit verbrachte, und 1933 nach Drachten, wo sie begann, friesisch zu sprechen. In Drachten erlangte sie ihr B-Diplom an der christlichen Mulo (Meer Uitgebreid Lager Onderwijs). Anschließend besuchte sie das christliche Gymnasium in Leeuwarden und machte dort 1939 ihren Abschluss. Sie wollte Journalistin werden, fand aber keine Anstellung und begann 1940 erst im Sozialamt der Gemeinde Smallingerland zu arbeiten, von wo aus sie nach dem Überfall auf die Niederlande, Belgien und Luxemburg in das „Distributiekantoor“ derselben Gemeinde wechselte. In dieser örtlichen behördlichen Zweigstelle wurde während der Besetzung der Niederlande die Rationierung von Lebensmitteln und anderen knappen Gütern über ein Gutscheinsystem organisiert.

## Tätigkeit im Widerstand
Über ihren Chef Pieter Wijbenga im „Distributiekantoor“, der einer der Anführer des friesischen Widerstands (Friese knokploegen) war, begann Tiny Mulder sich im Widerstand zu engagieren. Als Kurierin transportierte sie Lebensmittelkarten, falsche Papiere und Waffen und half versteckten Juden mit Unterkunft und Nahrung in den umliegenden Dörfern. Im Jahr 1943 nahmen Tiny Mulders Eltern die siebenjährige Jüdin Evelijn Roos als Familienmitglied auf, die die folgenden zwei Jahre bis zum Kriegsende bei ihnen lebte. Da sie Tiny Mulder und deren Mutter ähnlich sah, ließ diese das Mädchen im Rathaus von einer dort beschäftigen Bekannten als ihre Tochter eintragen. So geschützt konnte das Mädchen, das Tiny Mulder als Schwester betrachtete, sich frei bewegen und sogar zur Schule gehen. Tiny Mulder reiste mit dem Zug auch nach Rotterdam oder Amsterdam, um den Alliierten Karten mit Informationen zu übergeben. Aus Sicherheitsgründen trug sie als Erkennungszeichen einen grünen Hut, um sich zu identifizieren, ohne ihren Namen nennen zu müssen. Außerdem benutzte sie gefälschte Papiere mit den Namen Tiny Eringa, Rixt Inia, Anne-Marie ten Oever und Helena Hendrika van Straaten.
Im Jahr 1943 wurde Tiny Mulder mit zusätzlichen Aufgaben betraut und war neben der Unterbringung untergetauchter Juden auch für die Rettung abgeschossener alliierter Flieger im Norden der Niederlande zuständig, die auf dem Weg zu Bombenangriffen auf Hamburg, Köln und Berlin entweder von deutschen Kampfflugzeugen oder durch Flugabwehrfeuer abgeschossen worden waren. Zwei ihrer Freundinnen waren bei der gleichen Arbeit bereits gefangen genommen worden. Tiny Mulder holte die Männer aus den verschiedenen Dörfern ab, kümmerte sich um Zivilkleidung und eine sichere Unterkunft, oft bei den Bauern der Umgebung. Auch ihre eigenen Eltern nahmen einige der Flieger mehrere Monate lang auf. Danach informierte sie ihre Widerstandsorganisation über die Neuankömmlinge und per Funk wurde eine Nachricht mit ihrem Namen, Rang und ihrer Dienstnummer nach London geschickt. Ausgerüstet mit falschen Papieren für die Niederlande, Belgien und Frankreich versuchten sie dann, geführt von Angehörigen des Widerstands, ins Vereinigte Königreich zurückzukehren. Im Winter 1943/44 brachte sie über siebzig über Holland abgeschossene alliierte Piloten nach England. Im März 1944 gab sie aus Sicherheitsgründen ihre Arbeit im „Distributiekantoor“ auf und tauchte unter, ebenso wie ihre Eltern. Während der letzten sechs Kriegsmonate lebte sie an mindestens zwölf Adressen in ganz Friesland.

## Weiteres Leben
Nach der Befreiung konnte Tiny Mulder durch Vermittlung von Pieter Wijbenga als Dolmetscherin für einen kanadischen Beamten der „Civil Affairs“, die für den zivilen Aufbau und die Verwaltung in den von den Nationalsozialisten befreiten Gebieten zuständig war, arbeiten. Daneben begann sie 1945 als Journalistin für das Friesch Dagblad (FD) zu schreiben. Unter anderem nahm sie im November 1945 für ihre Zeitung am Prozess gegen Anton Mussert teil und am 10. Januar 1946 war sie bei der ersten UN-Generalversammlung in London. Als Reporterin reiste sie 1945 durch Großbritannien und 1947 durch die USA und Kanada. Während ihrer Reise besuchte sie viele der 70 Kriegspiloten, die sie von ihren Rettungsaktionen im Krieg kannte und schrieb eine kritische Geschichte über die Rassendiskriminierung in den USA.
Ende Juni 1949 heiratete Tiny Mulder in Drachten Jildert Sudema (1923–1998), einen Journalistenkollegen vom Leeuwarder Courant. 1951 kam Tochter Rixt und 1953 Sohn Teake zur Welt. Die Familie lebte nacheinander in den Orten Lekkum, Goutum und am Hegedyk in Jellum in der niederländischen Provinz Friesland. Tiny Mulder unternahm zahlreiche Reisen, zunächst mit der ganzen Familie, später allein mit ihrem Mann. Sie setzte sich für die Verwendung Friesisch im Bildungswesen ein und war zehn Jahre lang als Beraterin für friesische Literatur im Literaturausschuss des Raad voor de Kunst tätig. Sie arbeitete bis zu ihrer Pensionierung 1985 für das Friesch Dagblad, schrieb Bücher und Gedichte und übersetzte fremdsprachige Werke ins Friesische. Sie starb im November 2010 in Jellum.

## Journalistisches und literarisches Wirken
Als Journalistin schrieb Tiny Mulder sowohl auf Friesisch als auch auf Niederländisch. Neben den Reportagen und Berichten für das Friesch Dagblad (FD) schrieb sie auch über dreißig Jahre lang unter dem Namen Nine die Kinderrubrik „Us eigen herntsje“ und in den 1950er Jahren die Frauenrubrik „Rútsjes en bûnt“. 1961 wurde sie zusätzlich Rezensentin bei der FD, wo sie bis zu ihrer Pensionierung auch die Kolumnen „Ventweg“ ab 1975 und „Midstwa“ ab 1983 verfasste.
Ab 1960 rezensierte Tiny Mulder für friesische Literaturzeitschriften friesische Bücher und interviewte Schriftsteller für den Regionalsender für Friesland, Groningen, Drenthe und Overijssel „Nord und Ost“ (RONO). Darüber hinaus übersetzte sie ausländische Kinderliteratur ins Friesische, etwa 1960 James Krüss‘ Mein Urgroßvater und ich und 1964 Lewis Carrolls Alice im Wunderland.
Neben ihrer journalistischen Arbeit schrieb Tiny Mulder Gedichte und Bücher auf Friesisch. Ihr erstes Gedicht, „Unaryske fersen“, wurde 1948 in De Stim fan Fryslân veröffentlicht. 1962 veröffentlichte sie ihren ersten Gedichtband Oranjekoepel, dem bis 1983 vier weitere Gedichtbände folgten. Ihre Gedichte, in der Satzzeichen und Großbuchstaben fehlen und der Endreim zufällig ist, handeln von Schöpfung, Liebe, Krieg und Glaube. Ihre Gedichte wurden von den meisten Kritikern gelobt. Außerdem schrieb Tiny Mulder zwei Bücher auf Friesisch. Im 1981 erschienenen Tin iis über die Rolle der Frauen im Widerstand verarbeitete sie ihre eigenen Erfahrungen als Kurierin. Auch in In moaie duurtiid aus dem Jahr 1991 wird der Zweite Weltkrieg thematisiert.

## Auszeichnungen
- Für ihre Tätigkeit im Widerstand wurde Tiny Mulder 1946 von der US-Regierung die Medal of Freedom  mit dem silbernen Palmzweig verliehen.
- Auszeichnung mit der britischen King's Medal for Courage in the Cause of Freedom.
- Im Jahr 2011 wurde sie posthum von Yad Vashem in die Liste der Gerechten unter den Völkern aufgenommen.
- Tiny Mulder gewann mehrmals den friesischen Literaturpreis Rely Jorritsmapriis für ein Gedicht oder eine Geschichte.
- 1986 erhielt sie den Gysbert Japicxpriis für ihr literarisches Gesamtwerk.[1]